# 平賀バイパス
平賀バイパス（ひらかバイパス）は、長野県佐久市内にある国道254号バイパスである

## 事業概要
- 起点 長野県佐久市内山
- 終点 長野県佐久市中込
- 全長 3,320m
- 車線数 2車線
- 規格 第4種第1級
- 全体幅員 16.0m
- 車道幅員 3.25m×2車線
- 歩道幅員 3.5m×両側
- 事業費 51億100万円

## 概要
佐久市内を通る国道254号は、群馬県と長野県の県境にある内山道路（内山トンネル）の開通により大型車両等の交通が増大した。それにより、同路線はたちまちトラック街道と化し、特に平賀地区内は住宅等が沿線に建ち並んでいる、道路幅が狭い、路線上に踏切があるなどのため、通勤ラッシュ時をはじめとして、たびたび渋滞が発生するなどの問題が生じていた。
そのため、1993年度よりバイパス事業を開始し、2003年3月28日に第一期工区が開通。そして、2005年12月22日に全線開通した。なお、2006年度は、前年度の事業費を繰り越して、旧道との取り付け部を施工した。
ほぼ全線、制限速度は一般道の法定最高速度である。
旧道は全線開通後もしばらくはバイパスと並行して国道指定されていたが、2007年8月2日を以って国道から降格し、国道標識や各案内標識上にある国道254号表示はすべて撤去、削除（国道（俗におにぎりと呼ばれる）表示を市道（表記なし）、県道（俗にヘキサと呼ばれる）表示で貼り潰した。そのため、特に市道となった方面については、目を凝らすとうっすらと国道表示が読み取れる）された。その後は、群馬県側から来た際にバイパスとの分岐点から旧道へ入り、平賀交差点までを佐久市道、平賀交差点から中込橋場交差点までを県道120号、中込交差点までを県道2号としている。

## 沿革
- 1993年度 事業化
- 2003年3月28日 長野県道120号三分中込線から終点までの第一期工区1,030mが開通
- 2005年12月22日 起点から長野県道120号三分中込線までの2,290mが開通

## 交差している道路
- 国道254号（起点）
- 長野県道120号三分中込線
- 長野県道138号香坂中込線（終点）